# Saint-Hilaire-Peyroux
 Saint-Hilaire-Peyroux  (en occitano Sent Alari Peiros) es una comuna y población de Francia, en la región de Lemosín, departamento de Corrèze, en el distrito de Tulle y cantón de Tulle-Campagne-Nord.
Su población en el censo de 2008 era de 899 habitantes.
Está integrada en la Communauté de communes Tulle et Coeur de Corrèzee .

## Demografía
| 1033 | 1011 | 854 | 787 | 807 | 791 | 899 |
| Para los censos de 1962 a 1999 la población legal corresponde a la población sin duplicidades (Fuente: INSEE [Consultar]) |      |     |     |     |     |     |